# Савицька-Матчак Стефанія Іллівна
Стефа́нія Іллівна Сави́цька-Матча́к (15 липня 1891, Перемишль — 15 липня 1977, Торонто, Онтаріо, Канада) — українська громадська діячка, активістка жіночого руху, економіст.

## Життєпис
Стефанія Савицька народилася у Перемишлі в сім'ї вчителя Іллі та Катерини (з дому Сарабай) Савицьких. У родині Савицьких, крім Стефанії, зростали ще діти:
- старший син Йосиф (29 січня 1882—31 грудня 1943) — греко-католицький священник. Був одружений з Людмилою (з дому Левицьких). По закінченні духовної семінарії Йосиф служив катехитом по селах, зокрема у містечку Бібрка, де 1912 року народився їхній єдиний син Зиновій[1]. 1913 року подружжя перебралося до Стрия. Тут о. Йосиф служив катехитом, а також заснував станове українське священиче Товариство імені святого Андрія[2]. Позбавлений служби через активну опозицію до польської влади, 1936 року переїхав з сім'єю до Львова, де й помер. Похований у Львові на Личаківському цвинтарі (поле № 57)[1][3]. Навесні 1944 року Людмила Савицька разом з родиною сина виїхала на Захід (з 1949 року — у США), зберігаючи вивезені нею сімейні реліквії[1];
- доньки Марія (пом. 24 березня 1958)[4] та Ольга (1885—1971) — галицька педагогиня, науковий працівник Львівського Державного музею етнографії та художнього промислу АН УРСР. Поховані у Львові на Личаківському цвинтарі (поле № 51)[1][5].

Початкову освіту Стефанія здобула в народній школі. У 1903—1909 роках навчалася в ліцеї Українського інституту для дівчат у Перемишлі. Уже в перший рік навчання потоваришувала з Ольгою Левицькою (Басараб). Після закінчення ліцею вони разом навчалися на однорічних жіночих курсах Віденської торгової академії (у той час жінки, піддані Австро-Угорської та Російської імперій, не мали можливості навчатися у вищих навчальних закладах разом з чоловіками, натомість їх замінювали вищі жіночі курси).

## Громадська діяльність
Після повернення до Львова працювала у банку, стала членом «Просвіти», «Жіночої Громади», брала активну участь в українському державному будівництві. Разом з Ольгою Левицькою мешкала на квартирі на вул. Виспянського (нинішня вул. Вишенського), 34. 25 листопада 1918 року була заарештована польською поліцією, сиділа у в'язниці. Після звільнення виїхала до Австрії, де взяла участь у заснуванні Українського Жіночого Союзу. 1921 року повернулася до Львова, де стала працювати бухгалтером у нафтовій компанії «Прем'єр». Брала участь у підготовці та проведенні Всеукраїнського Жіночого з'їзду, який відбувся у Львові 21—22 грудня 1921 року. З'їзд об'єднав розрізнені українські жіночі товариства в «Союзі Українок». С. Савицька була обрана до Головного Виділу та Надзірної Ради Союзу Українок. Метою Союзу Українок була активізація жінок, піднесення їхнього освітньо-кваліфікаційного рівня, суспільно-харитативна праця тощо. У рамках цієї діяльності Союзу Українок у 1922 році Савицька стала співзасновницею кооперативи домашнього промислу «Українське Народне Мистецтво». Кооператива змогла об'єднати відомих майстринь народного мистецтва та домогосподарства, забезпечити збут їхньої продукції, готувати їм талановиту заміну, пропагувати вироби мистецького промислу на численних виставках, в тому числі й міжнародних.

## Арешт
Коли в липні 1923 року до Львова повернулася Ольга Левицька-Басараб, Савицька запросила її знову замешкати разом в квартирі на вул. Виспянського, 34. Левицька-Басараб почала працювати бухгалтером в Головній Управі львівської філії Союзу українок. О 6-й ранку 9 лютого 1924 року польська поліція увійшла до їхньої квартири, де під час обшуку виявила та вилучила розвідувальну інформацію. Обох жінок заарештували, звинувативши у шпигунстві одночасно на користь Німеччини та більшовицької України. Після інтенсивних допитів у ранці 13 лютого Ольгу Левицьку знайшли повішеною за нез'ясованих обставин на ґратах вікна камери. Союз українок розпочав активну кампанію протесту, яку підхопили і продовжили інші українські товариства Галичини й осередків еміграції.

Тюремна світлина С. Савицької, 1924 р.

Савицька була випущена з в'язниці лише в листопаді 1924 року. Вона стала почесним членом Союзу українок, знову була обрана до Головного Виділу Союзу українок, на прохання якого стала діловодом кооперативи «Українське Народне Мистецтво». Зміцнюючи економічне становище кооперативи, доклала чимало зусиль до заснування журналу «Нова хата», який пропагував народні мистецтво та промисли.
У 1931 році одружилася з Михайлом Матчаком — визначним військовим і політичним діячем, співзасновником УВО, публіцистом та книговидавцем.
Після приєднання Галичини до радянської України Савицька у 1939—1941 роках до початку другої світової війни продовжувала працювати інженером-плановиком у нафтовій компанії «Прем'єр». Під час війни працювала бухгалтером в кооперативі УНМ. 1944 року вона разом з чоловіком виїхала до Австрії. 27 лютого 1947 року Михайло Матчак був викрадений агентами НКВС з англійської зони Відня і перевезений літаком до Києва у Лук'янівську в'язницю.

## Еміграція
Савицька емігрувала до США, де працювала бухгалтером в українській кооперативі «Базар» (Філадельфія), адміністратором журналу товариства «Союз Українок Америки» «Наше життя», в канцелярії товариства.
Останні роки життя С. Савицька прожила в Торонто (Канада) під опікою своєї родички Євгенії Савицької-Вербицької. Померла на 86-у році життя 15 липня 1977 року. Похована 19 липня 1977 року на цвинтарі «Проспект» в Торонто.